# Rio Grande Challenger
Il Rio Grande Challenger è stato un torneo professionistico di tennis giocato su campi in terra rossa. Faceva parte dell'ATP Challenger Series. Si è giocata una sola edizione, a Rio Grande in Porto Rico.

## Albo d'oro

### Singolare
| Anno | Campione         | Finalista      | Punteggio |
| ---- | ---------------- | -------------- | --------- |
| 1997 | Franco Squillari | Marcello Craca | 6–3, 6–4  |

### Doppio
| Anno | Campioni                        | Finalisti                     | Punteggio     |
| ---- | ------------------------------- | ----------------------------- | ------------- |
| 1997 | Lucas Arnold Ker Daniel Orsanic | Mariano Hood Sebastián Prieto | 7–5, 3–6, 6–3 |